# Claude Michel Saulnier
Claude Michel Saulnier est un homme politique français né le 29 septembre 1735 et décédé à une date inconnue.
Propriétaire à Lantignac, il est député de Rhône-et-Loire de 1791 à 1792.

## Sources
- « Claude Michel Saulnier », dans Adolphe Robert et Gaston Cougny, Dictionnaire des parlementaires français, Edgar Bourloton, 1889-1891 [détail de l’édition]